# إدموند كيلي
إدموند كيلي هو مترجم أمريكي، ولد في 5 فبراير 1928 في دمشق في سوريا.